# The Washington Times
 (janvier 2023).
Si vous disposez d'ouvrages ou d'articles de référence ou si vous connaissez des sites web de qualité traitant du thème abordé ici, merci de compléter l'article en donnant les références utiles à sa vérifiabilité et en les liant à la section « Notes et références ».
Ne doit pas être confondu avec The Washington Post.
The Washington Times est un quotidien publié à Washington. Il est fondé en 1982 comme alternative conservatrice au Washington Post par les membres de l'Église de l'Unification, connue sous le nom de secte Moon. 
Un de ses journalistes les plus connus Bill Gertz est renommé pour avoir produit bon nombre de scoops ayant trait aux services secrets américains, dont beaucoup d'ailleurs se sont révélés être faux.
Le journal publie aussi le Noticias Del Mundo à New York, et le mensuel The World. L'hebdomadaire Insight, qui n'existe plus aujourd'hui, a fourni des informations complémentaires sur le procès de harcèlement sexuel dont était victime Paula Jones de la part de Bill Clinton. Il a aussi sponsorisé des ateliers sur la moralité, comme un forum « Dieu et Paix » organisé par le révérend Moon, le sénateur Richard G. Lugar, et des personnalités de la Maison-Blanche, et a également offert un don à la bibliothèque présidentielle George H. W. Bush.
Le Washington Times a un tirage d'environ 100 000 exemplaires par jour, contre environ 700 000 pour le Washington Post. Il ne faut pas le confondre avec le Washington Times fondé en 1893, devenu plus tard le Washington Times-Herald et qui a fusionné avec le Washington Post en 1954.

## Relations avec l'Unification Church
Pour l'Unification Church le révérend Sun Myung Moon est le véritable fondateur du Washington Times. Le 16 juin 1997 lors d'une cérémonie célébrant les 15 ans du quotidien, le révérend Moon revenait sur les origines du quotidien :

« Il y a quinze ans, alors que le monde était à la dérive, ballotté par l'onde tumultueuse de la Guerre Froide, je fondais le Washington Times pour concrétiser l'ardent désir de Dieu de sauver ce monde. Depuis ce moment, je me suis consacré au développement du Washington Times, en espérant que ce pays béni (l'Amérique) remplirait sa mission en construisant une nation divine. J'étais seul dans ma lutte, faisant face à d'énormes obstacles. Méprisé, je consacrais tout mon cœur et toute mon énergie pour permettre au Washington Times de grandir en tant qu'institution journalistique vertueuse et responsable. »

L'Unification Church a maintenu à flot le journal alors qu'il perdait de l'argent uniquement pour faire entendre sa voix dans le paysage américain. En 2003, The New Yorker déclarait qu'un milliard de dollars avait été dépensé depuis les origines du journal. Beaucoup affirment que la création du Washington Times n'est qu'un moyen pour l'Unification Church de gagner une influence politique à Washington et ces personnes de mentionner l'achat de l'agence de presse UPI en 2001 qui donna à l'Unification Church un siège de presse sur Air Force One. Le Washington Times était aussi le journal préféré du président Ronald Reagan.
Bien que propriété de l'Unification Church, le quotidien revendique son indépendance face à l'Église, et se targue également de ne pas propager directement les enseignements de l'Église. En plus de son appui à diverses organisations conservatrices chrétiennes, il se préoccupe d'autres sujets tels que la liberté religieuse pour l'ensemble de la communauté chrétienne, la non-ingérence du gouvernement dans la vie familiale, si ce n'est pour décourager la formation de familles gays, combattre la pornographie et autres violations de valeurs qui sont les siennes. Le Washington Times déclare ne pas faire de prosélytisme direct pour l'Unification Church.

## Indépendance éditoriale
Des critiques ont affirmé que le Washington Times n'était en fait que la voix de l'Unification Church, en remarquant que les pages du journal sont souvent en accord avec ses actions.
Alors que les reporters du Washington Times affichaient avec fierté leur indépendance vis-à-vis de l'Église, les déclarations du fondateur les mettaient dans une situation difficile à tenir. Le révérend Moon avait une fois déclaré que « Le Washington Times deviendrait l'instrument qui propagerait la parole Dieu dans le monde ».